# 野珠母麗魚
野珠母麗魚，為輻鰭魚綱鱸形目隆頭魚亞目慈鯛科的其中一種，分布於南美洲秘魯Ucayali河、Solimoes至Trombetas河流域，體長可達22.5公分，棲息在河川中底層水域，生活習性不明，可作為食用魚。

## 擴展閱讀
維基物種上的相關：野珠母麗魚